# Serua Province
Serua Province är en provins i Fiji.   Den ligger i divisionen Centrala divisionen, i den centrala delen av landet, 50 km väster om huvudstaden Suva. Antalet invånare är 18 249. Serua Province ligger på ön Viti Levu.